# Muerte de Giovanni López
El asesinato de Giovanni López Ramírez ocurrió el 4 de mayo de 2020 en el municipio de Ixtlahuacán de los Membrillos, Jalisco (México), como resultado de su arresto a manos de alrededor de diez policías municipales en el contexto de la pandemia de COVID-19 en México. Tras un mes del suceso, se generó una ola de indignación pública luego de filtrarse un vídeo del evento e inspirado en el asesinato y protestas por la muerte de George Floyd en los Estados Unidos. Las protestas comenzaron en Jalisco el 4 de junio en contra de la brutalidad policial, las protestas se expandieron a otras partes de México.
El 11 de junio de 2020 la Comisión Estatal de Derechos Humanos de Jalisco publicó un informe del caso, determinando que se trató de una ejecución extrajudicial por parte de la policía municipal, en donde se acreditó la violación a los Derechos Humanos de la seguridad jurídica, a la presunción de inocencia y a la libertad individual.

## Contexto
Autoridades de distintos órdenes en el país asumieron de manera diferenciada las acciones preventivas de contagios por la pandemia de COVID-19 en México. El gobierno del estado de Jalisco a través de sus gabinetes de salud y seguridad determinó además del aislamiento de las personas en sus hogares, el uso de cubrebocas (máscara quirúrgica) sería obligatorio para cualquier persona en el estado que se encontrara en la calle, el transporte público y las actividades esenciales como alimentación. El gobierno del estado expidió una medida oficial extraordinaria determinando como una falta administrativa —la forma jurídica en México de caracterizar conductas consideradas antisociales— el incumplir la medida, ordenando que la vigilancia del acatamiento de esta norma quedaría a cargo de la policía y como sanción se impondría la amonestación y/o el arresto hasta por 36 horas. El gobernador del estado Enrique Alfaro Ramírez defendió la medida como justa ante la inefectividad de las medidas determinadas desde el gobierno federal encabezado por Andrés Manuel López Obrador. Alfaro calificó públicamente como "pendejos" (lenguaje soez en México para "tonto") a las personas que no cumplen las medidas determinadas por el gobierno durante la pandemia.
El 30 de abril de 2020 se difundió un video en el que unos días antes elementos policiacos en el municipio de Tala forcejearon y mantuvieron retenida a una persona por no portar cubrebocas en la calle. El hecho se dio a conocer en medios de comunicación, siendo reclamado por el director de cine de origen jalisciense, Guillermo del Toro en su cuenta de Twitter.

## Acontecimientos
Giovanni López Ramírez (c. 1990-2020) fue un habitante de Ixtlahuacán de los Membrillos, de oficio albañil. El testimonio de su hermano Cristian López indica que la noche del 4 de mayo de 2020 la víctima se encontraba fuera de su domicilio junto con el declarante, en espera para ir a comprar cena en compañía de su familia. De acuerdo con su familia, Giovanni López fue detenido frente a su domicilio por policías municipales de Ixtlahuacán por un grupo de 10 elementos que habrían ido directamente hacia ellos presuntamente por no portar cubrebocas. Un elemento policiaco detuvo a Giovanni, hecho que familiares y vecinos recriminaron a los policías, en tanto Cristian, al recibir golpes y amenazas, habría ido al interior de su domicilio por su teléfono celular. El video de la agresión muestra a la víctima rodeado de elementos policiacos mientras es forzado a subirse a una patrulla. De acuerdo con El Informador, el convoy policial llevaba otros 7 detenidos. Ante los reclamos de su hermano y madre de que lo liberaran, los elementos insistieron en someterlo con violencia y golpes. Una voz insistió "no lo pueden subir porque no está haciendo nada, ¿porque no trae el cubrebocas?”. "Lo están ahorcando", se escucha entre voces de vecinos que reclaman por la detención. Ante la violencia del arresto, quien graba el video indica "si lo matan, ya sabemos". Su hermano afirmó que había llamado por teléfono al presidente municipal Eduardo Cervantes Aguilar (de extracción priista), quien le habría indicado que solo lo arrestarían unas horas y sólo haría trabajo comunitario y saldría libre a las 10 de la mañana del siguiente día.
El 5 de mayo sus familiares acudieron a la cárcel municipal a buscar a Giovanni, en donde les indicaron se encontraba en el Hospital Civil de Guadalajara porque en la detención a los policías «se les había pasado la mano» (expresión usada en México para indicar un exceso). En el hospital confirmaron que falleció bajo custodia de la policía, a consecuencia de un traumatismo craneoencefálico. Su madre afirmó que al recibir el cadáver de su hijo observó que presentaba un disparo en una pierna. Tras el hecho sus familiares acusaron un presunto intento de soborno por parte de Eduardo Cervantes Aguilar así como amenazas para no difundir el vídeo del arresto, hecho que fue negado por el presidente municipal. El 3 de junio Cristian López publicó en Twitter el video de la detención de su hermano, esparciéndose rápidamente la noticia. Medios de comunicación y usuarios de redes sociales compararon la brutalidad policial hacia López con el asesinato de George Floyd en los Estados Unidos y protestaron usando la etiqueta #JusticiaParaGiovanni.
La Fiscalía del Estado de Jalisco tiene una investigación en curso y afirmó que en sus registros el arresto fue suscitado por una actitud agresiva y no por la carencia de cubrebocas en público. Confirmó que la víctima falleció por golpes, pero que el cadáver no presentó lesiones por disparos. Argumentó que, treinta días después, los elementos responsables del arresto estaban en activo pero bajo investigación y ante el conocimiento del caso por redes sociales a nivel nacional e internacional no se habían hecho públicos resultados por la secrecía que requieren las averiguaciones del caso.

## Consecuencias

### 4 de junio
La tarde del 4 de junio de 2020 se convocó a una marcha en Guadalajara desde el Parque Revolución o Parque Rojo que finalizó frente al Palacio de Gobierno de Jalisco. Participantes de la marcha acusaron un presunto homicidio de Giovanni López y reclamaron justicia. Al finalizar la movilización una parte de los manifestantes realizaron pintas, rompieron cristales y habrían cometido destrozos al interior de dicha sede de gobierno así como el incendio de dos patrullas. Tras estos hechos elementos policiacos, resguardados dentro del palacio, salieron a la detención de los manifestantes. Un video filtrado a los medios muestra a policías dentro organizándose para salir, donde medios y usuarios de redes sociales afirman se dice "vamos a matarlos". Policías y elementos antimotines dispersaron manifestantes usando gas lacrimógeno y tras ello se registraron enfrentamientos. En ese contexto una persona arrojó un líquido inflamable y prendió fuego a un policía. Videos muestran a elementos policiacos reprimiendo violentamente y realizando detenciones con golpes y jaloneos, profiriendo amenazas y burlas a los manifestantes, así como agresiones a representantes de medios de comunicación que documentaban los hechos. Fueron detenidas 27 personas y acusadas por la fiscalía de vandalismo y daños.
El gobernador del estado en un mensaje tras la protesta reiteró la negativa de la fiscalía jalisciense de que Giovanni fuera detenido por la carencia de cubrebocas y calificó el actuar policiaco como "adecuado", defendió el derecho a la protesta y a la libertad de expresión. Pero acusó que los disturbios fueron cometidos por gente ajena al estado de Jalisco y planeada "desde los sótanos del poder en la Ciudad de México" aludiendo al presidente Andrés Manuel López Obrador. "Le pido al presidente de la república que le diga a su gente y a su partido que ojalá y estén midiendo el daño que le están generando al país con este ambiente de confrontación porque son ellos justamente los que han generado todo esto que estamos viviendo", dijo.

### 5 de junio
En su conferencia matutina La mañanera, López Obrador negó la acusación de Alfaro y solicitó que mostrara las pruebas de sus afirmaciones. Tras ello Alfaro replicó que no se refirió al presidente sino a integrantes de su partido, Movimiento Regeneración Nacional, como los artífices de los disturbios. Igualmente anunció que el gobierno del estado tomaría a partir de ese día el control de la policía municipal de Ixtlahuacán y que se habían reportado las primeras detenciones de presuntos responsables de los hechos, un comisario municipal, un policía y un mando de la corporación policiaca de Ixtlahuacán. Se anunció que el presidente municipal sería llamado a declarar por el caso en calidad de imputado. Alfaro reiteró que los policías responsables de la muerte de Giovanni serían castigados, pero también el manifestante que prendió fuego a un policía. Calificó como "una invención" que la detención de Giovanni López se debiera a un cubrebocas y los disturbios del 4 de junio como un "montaje" protagonizado por personas que llegaron a Guadalajara. Ese mismo día por la tarde otras manifestaciones convocadas en protesta de las detenciones del 4 de junio reportaron inhibiciones a su realización así como detenciones en calles de Guadalajara por personas, presuntamente policías, vestidos de civil y en vehículos sin identificaciones que portaban palos y bates de béisbol. Macedonio Tamez Guajardo, Coordinador del Gabinete de Seguridad de Jalisco, defendió el actuar de los elementos asumiéndolo como legítima defensa de los policías, "muchos activistas se autovictimizan o exageran lo que les pudo haber pasado; los videos que he visto sobre los policías más parece autodefensa", aseguró en una entrevista radiofónica.
En la Ciudad de México, manifestaciones comenzaron en Embajada de Estados Unidos en México, y se extendieron a lo largo de la avenida Paseo de la Reforma, hasta llegar a la Casa Jalisco, representación del estado en la capital ubicada en Polanco, misma que previamente fue resguardada con vallas metálicas. Negocios de la colonia Juárez fueron vandalizados por un grupo de encapuchados. Tras ello elementos de la Secretaría de Seguridad Pública con equipo antimotines se enfrentaron a los manifestantes, registrándose actos de brutalidad policial hacia algunos de ellos; dos elementos policiacos patearon y pisaron el rostro de una manifestante menor de edad. La noche del 5 de junio la jefa de gobierno de Ciudad de México Claudia Sheinbaum aceptó la brutalidad policial asumiéndola como "intolerable" y aseguró habría sanciones contra los dos policías agresores que ya se encontraban detenidos.
Otra manifestación también se realizó en San Luis Potosí.

## Reacciones
El director mexicano Guillermo del Toro condenó la falta de acciones tomadas por la justicia de Jalisco, además de convocar a una marcha en el Parque Rojo de Guadalajara. Se sumaron al reclamo de justicia actores como Salma Hayek, quien se mostró con un cubrebocas con la leyenda "Justicia para Giovanni", Regina Blandón, Cecilia Suárez, Diego Luna y Gael García Bernal,  e integrantes del grupo Molotov. Igualmente futbolistas como Rafael Márquez, Edson Álvarez, Jonathan Dos Santos y Jair Pereira.
La Oficina en México del Alto Comisionado de las Naciones Unidas para los Derechos Humanos condenó la muerte de López Ramírez llamando a la búsqueda de justicia y que desconocía información que justificara "el uso de la fuerza letal en este caso”.
La Comisión Estatal de Derechos Humanos del Estado de Jalisco calificó la muerte de Giovanni López como "un hecho grave" al tiempo que pidió a las autoridades garantizar medidas de protección a la familia de la víctima.